# American Head
American Head è il sedicesimo album in studio del gruppo musicale statunitense The Flaming Lips, pubblicato nel 2020.

## Tracce
1. Will You Return / When You Come Down – 5:20
2. Watching the Lightbugs Glow – 2:53
3. Flowers of Neptune 6 – 4:30
4. Dinosaurs on the Mountain – 3:38
5. At the Movies on Quaaludes – 3:41
6. Mother I've Taken LSD – 3:47
7. Brother Eye – 4:23
8. You n Me Sellin' Weed – 4:56
9. Mother Please Don't Be Sad – 3:35
10. When We Die When We're High – 3:39
11. Assassins of Youth – 4:12
12. God and the Policeman (featuring Kacey Musgraves) – 2:28
13. My Religion Is You – 3:33

## Formazione
- Wayne Coyne
- Steven Drozd
- Michael Ivins
- Derek Brown
- Jake Ingalls
- Matt Kirksey
- Nicholas Ley